# Puerto del Simplón
El puerto del Simplón es un puerto de montaña de los Alpes en el Valais en Suiza, que llega a los 2008 m de altitud. Está abierto todo el año y es parte de la carretera nacional suiza A9 que va de Brig a Italia. A lo largo de 62 kilómetros su pendiente es del 9%. A diferencia del Col del Gran San Bernardo cerrado varios meses al año, la carretera del Simplón está abierta todo el año y tiene un importante tráfico de camiones.

## Historia

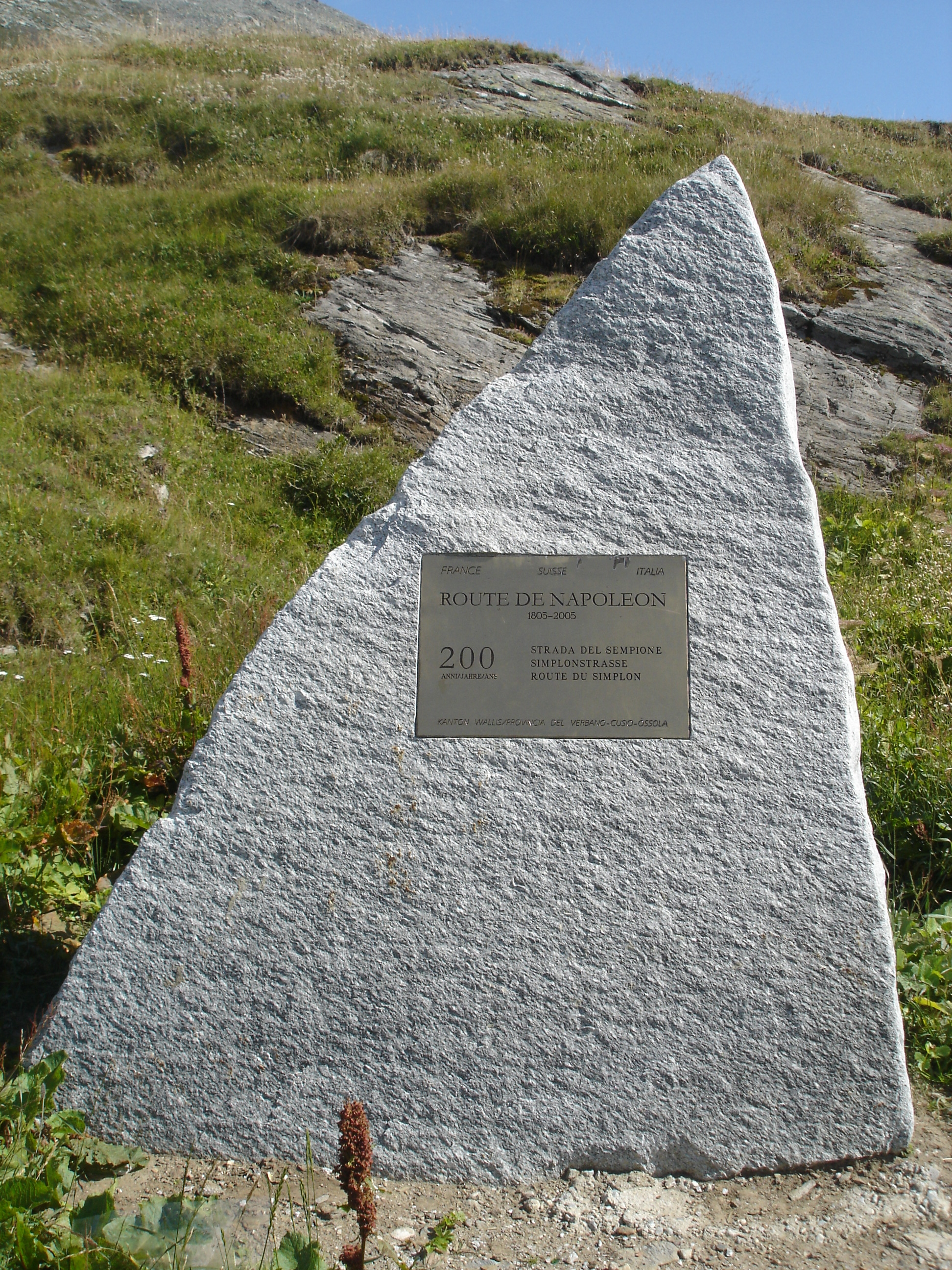
Placa para conmemorar los 200 años de la apertura de la carretera.

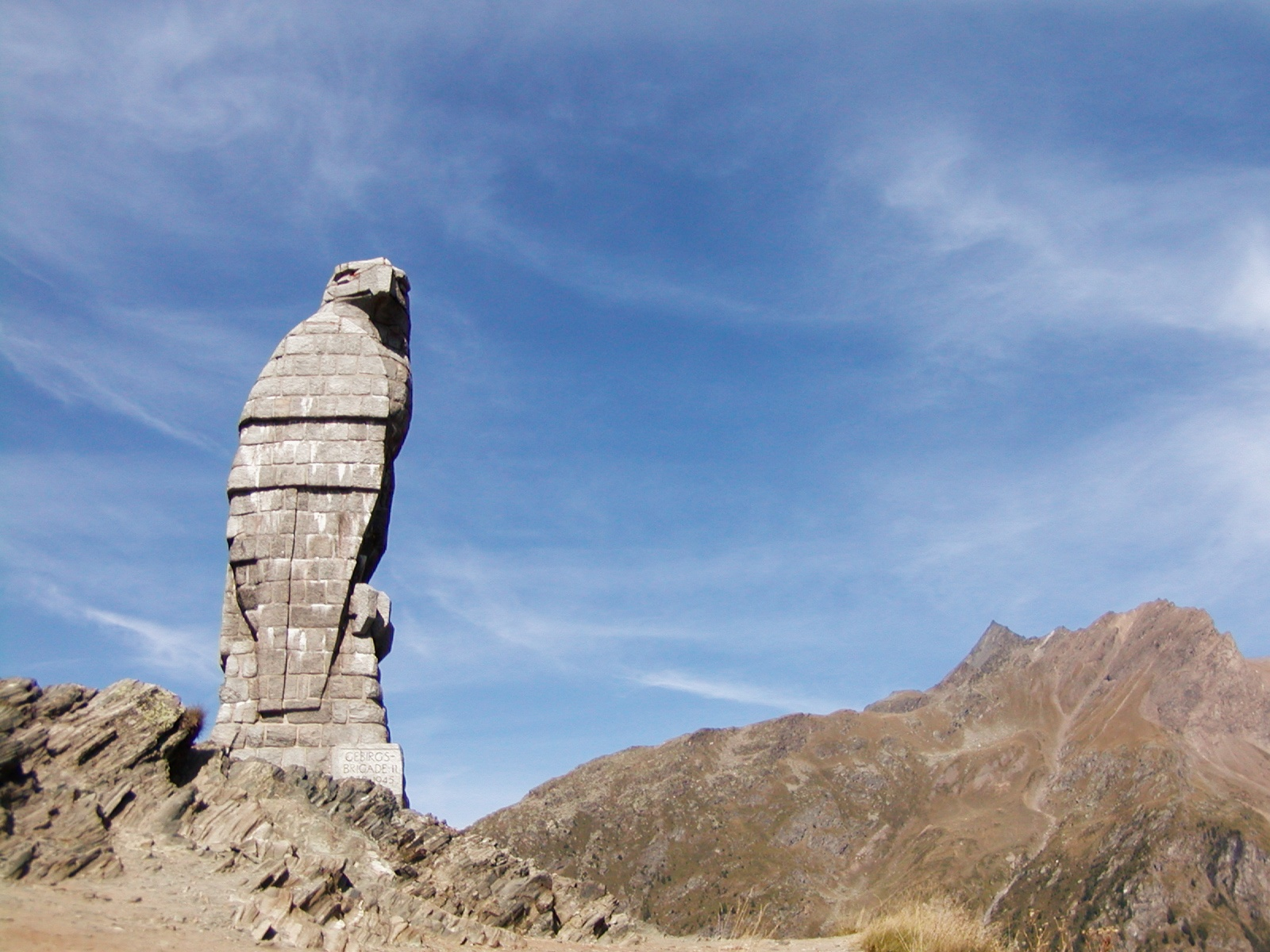
Águila erigida en piedra en el paso del Simplón. Obra de Erwin Friedrich Baumann.

La carretera fue construida entre 1801 y 1805 por el ingeniero Nicolás Céard, patrocinado por Napoleón Bonaparte, con el fin de abrir un paso a su artillería, pero las obras duraron varios años y costaron de más de ocho millones de francos.
El paso dio su nombre al antiguo departamento de Simplón.
Jorge Chávez Dartnell fue el primero en cruzar los Alpes por aire y en pasar sobre el puerto del Simplón el 23 de septiembre de 1910.

### El hospicio
Napoleón también decretó el 21 de febrero de 1801, sin siquiera consultar a los canónigos de San Bernardo, la creación de un hospicio en todo similar al del puerto del Gran San Bernardo, porque apreciaba mucho la utilidad del mismo. Pero la construcción no se terminó antes de la caída de Napoleón: sólo se había construido el primer piso. El edificio se mantuvo en tal estado hasta mediados de 1820, cuando se reanudaron los trabajos, que concluyeron en 1831.
A comienzos del siglo XX, la aparición del automóvil y la excavación del túnel ferroviario de Simplón transformaron radicalmente la función tradicional de la hospedería, que era la de servir como refugio a los viajeros.
Durante la Segunda Guerra Mundial, el hospicio mantuvo hasta 600 efectivos encargados de custodiar la frontera sur del Cantón del Valais.
En 1960, los hospicios descubrieron nuevas funciones religiosas, con el desarrollo de una labor pastoral en la montaña, tales como actividades deportivas, campamento base para el acceso a las cumbres alpinas de los alrededores (Breithorn).
Hoy, después de una considerable reforma y renovación, el hospicio trata de conservar su dimensión religiosa y no dejarse influir por el éxito del turismo.

## Red de carreteras
La carretera se ha mejorado considerablemente en los últimos veinte años. Se han eliminado varias curvas y la ruta se ha acortado mediante la construcción de numerosos puentes y viaductos.
Una alternativa al puerto del Simplón, es el transporte de automóviles por el túnel de Simplón ferroviario que une Brig con Iselle o viceversa.